# Charles Evans (Musiker)
Charles Evans (* um 1975) ist ein US-amerikanischer Jazzmusiker (Baritonsaxophon, Komposition).

## Leben und Wirken
Charles Evans lernte zunächst mit fünf Jahren Altsaxophon und beschloss mit 17 Jahren, sich auf das Baritonsaxophon zu konzentrieren. Nach Abschluss der Pennsylvania Governor’s School for the Arts 1996 studierte er Jazz Performance an der University of the Arts in Philadelphia. In dieser Zeit hatte er Unterricht bei Bill Zaccagni, Chris Farr, John Swana, Julian Sparacino, Jim Buckley und Dave Liebman. Nach Erwerb des Bachelors arbeitete er zunächst in der Jazzszene von Philadelphia; 2001 entstanden erste Aufnahmen, als er an Moppa Elliotts Debütalbum Pinpoint beteiligt war. Außerdem gründete er ein Coltrane-Tribut-Trio, mit dem er im Raum Philadelphia auftrat. 2002 zog er auf Rat Dave Liebmans nach New York; dort absolvierte er sein Master-Studium in Musikpädagogik am Queens College (Abschluss 2004) bei Antonio Hart und Michael Mossman. In New York hatte er des Weiteren Unterricht bei Ronnie Cuber, Gary Smulyan und George Garzone; außerdem spielte er mit Dave Liebman, Ravi Coltrane, Peter Evans, John Swana, Chris Farr, Tony Miceli, Tim Armacost, Billy Hart, Gene Jackson, Antonio Hart, Michael Mossman, James Zollar, Duane Eubanks und Phil Markowitz.
Im Stadtteil Queens gründete Evans die Formation The Language of, deren Musik mikrotonale Elemente und Free-Jazz-Kompositionen umfasste. Daneben bildete er ein Duo mit dem Gitarristen Erik Dutko, ein weiteres mit dem Pianisten Neil Shah. Außerdem arbeitete er im Raum New York in der Brooklyn Big Band, mit Christian Pincock im elektroakustischen Duo The Derividactory und mit verschiedenen Performance-Künstlern. Unter eigenem Namen legte er ab 2005 eine Reihe von Alben vor, in Quartettbesetzung und ein mit Overdubbing entstandenes Soloalbum namens The King of all Instruments. Im Bereich des Jazz war er zwischen 2005 und 2014 an 13 Aufnahmesessions beteiligt.

## Diskographische Hinweise
- Ballads (Hot Cup, 2005), mit Neil Shah (p), Erik Dutko (git), Moppa Elliott, Eli Hludnik (dr)
- It Needs It (Hot Cup, 2005), mit Peter Evans, Moppa Elliott, Jan Roth (dr)
- Charles & Peter Evans: No Relation (Great Bend, 2005) mit Moppa Elliott, Jan Roth
- The King of All Instruments (Hot Cup, 2008) Charles Evans solo[2]
- Charles Evans/Neil Shah: Live at Saint Stephens (Hot Cup, 2009)
- Subliminal Leaps (More Is More, 2013), mit David Liebman, Ron Stabinsky, Tony Marino
- On Beauty(More Is More, 2015)  mit David Liebman, Ron Stabinsky, Tony Marino[3]